# Elektromagnetická lekce zpěvu
Elektromagnetická lekce zpěvu (ve francouzském originále La Leçon de chant éléctromagnétique) je opereta – autorské žánrové označení je „hudební bufonerie“, „bouffonnerie musicale“ – o jednom dějství francouzského skladatele Jacquese Offenbacha na libreto Ernesta Bourgeta, napsaná zřejmě roku 1862. Premiéru měla 20. července 1867 v Lázeňském sále (Kursaal) letoviska Bad Ems.

## Vznik, charakteristika a historie
Elektromagnetická lekce zpěvu je v podstatě jen scénkou (Offenbach sám ji v korespondenci označuje jako „une saynète de plus amusantes“, jedna z nejzábavnějších scének) pro dva mužské zpívající komiky, podobně jako Offenbachovi dřívější Dva slepci (1855) a Dva rybáři (1857), proto jí také skladatel neoznačil za „operetu“, ale stejně jako zmíněná dvě díla (plus Tromb-al-ca-zara) za „hudební bufonerii“. S Tromb-al-ca-zarem a Dvěma rybáři ostatně Elektromagnetická lekce zpěvu sdílí i libretistu Ernesta Bourgeta. Vznikla někdy v první polovině 60. let 19. století – podle databáze Francouzské národní knihovny roku 1862, jistě však před Bourgetovou smrtí 2. října 1864. Offenbach ji koncipoval pro dvě známé osobnosti – postavu šarlatánského italského učitele zpěvu pro Eugèna Crostiho (1833–1908), barytonistu italského původu a později skutečného učitele zpěvu na Pařížské konzervatoři a autora řady odborných příruček; postavu natvrdlého venkovana a přirozeného pěveckého talentu pak pro oblíbeného zpěváka a komika Jeana Bertheliera (1828–1888). Klavírní výtah i s mluveným textem vydalo nakladatelství Gérard zřejmě už roku 1863 nebo 1866, ale z nějakého důvodu však z uvedení sešlo a Offenbach k hotové operetě sáhl v okamžiku, kdy musel předložit nové dílo pro svou tradiční letní sezónu 1867 v Bad Ems a plánovaná opereta Le Mariage de Lischen (pokračování Lízinky a Fricka) odpadla z důvodu nepřítomnosti „Lízinky“ Zulmy Bouffarové. Namísto původně plánovaných představitelů tak obě role vytvořili herci Théâtre des Bouffes-Parisiens Émile Gourdon a Gilbert Jannin.

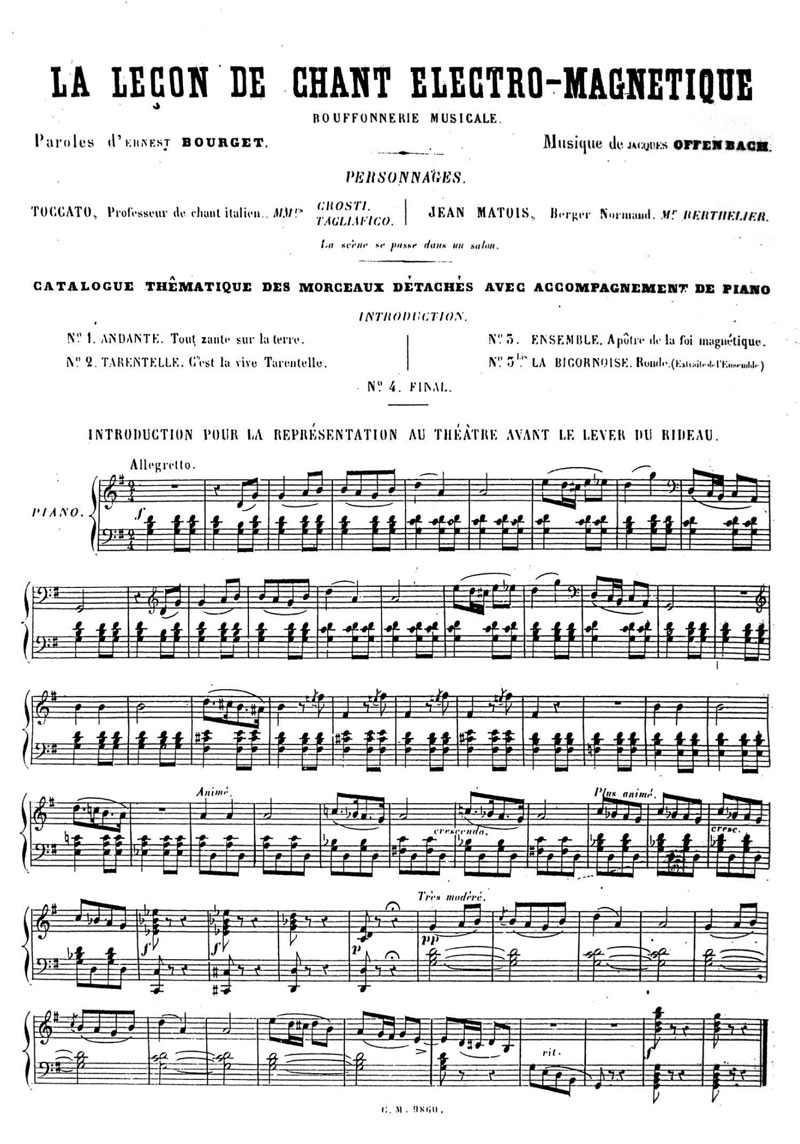
První strana klavírního výtahu

Podle cenzurního schválení z října 1868 pro Théâtre des Bouffes-Parisiens se zdá, že se první provedení Elektromagnetické lekce zpěvu v Paříži připravovalo na konec uvedeného roku, ale nedošlo k němu. Pařížská premiéra se proto konala až v červnu roku 1873 v malém divadle Théâtre de Folies-Marigny, a to v budově bývalého „salle Lacaze“, kde Offenbach a jeho Bouffes-Parisiens začaly svou divadelní kariéru. V kombinaci s Ostrovem Tulipatan otevřela letní sezónu divadélka a hrála se asi měsíc, bez většího ohlasu a tiskem téměř nepovšimnutá.
Elektromagnetická lekce zpěvu má předehru a čtyři čísla – dvě sólové písně pro italského učitele zpěvu, parodující italské belcanto, rozsáhlý duet obou protagonistů se scénou samotné elektromagnetické lekce a nápodobou lidové písně a krátké finále, v němž se kombinují melodie obou představitelů. Z nich největší obliby dosáhla Toccatova tarantela (č. 2). Offenbachův životopisec Jean-Claude Yon tuto operetu označuje za „velmi drobnou hříčku“. Její uvádění v 19. století je málo podchycené a zřejmě nebylo časté, i když lze počítat s amatérskými provedeními. Například v 90. letech 19. století ji uvedl studentský soubor Cercle Ville-Marie v Montréalu. V sezoně 1899/1900 ji uvedlo divadlo v polském Lublinu (Lekcja śpiewu). Pro Itálii zakoupilo autorská práva roku 1874 od nakladatelství Gérard et Cie nakladatelství Sonzogno, ale o skutečném provedení nejsou zprávy.
Mezi významné impulzy pro novodobé uvádění lze zařadit vytvoření a publikaci nové německojazyčné verze Josefa Heinzelmanna v hudební adaptaci Caspara Richtera (premiéra 22. dubna 1977 ve Frankfurtu nad Mohanem) a vydání nahrávky operety v úpravě Stéphana Gaspariniho roku 1983. Z dalších uvedení ze zmínit inscenaci Slovinského komorního hudebního divadla (Slovensko komorno glasbeno gledališče Ljubljana) z roku 2003, roku 2004 koncertní provedení na Festivalu Jacquese Offenbacha v Bad Ems a na letním festivalu v Kopníku, roku 2005 v Andoře, roku 2014 v (údajné) americké premiéře na slavné Crane School of Music v Potsdamu (stát New York) a v témže roce na letním festivalu Opéra de Barie. Roku 2017 byla Elektromagnetická lekce zpěvu uvedena na Offenbachově festivalu v Étretatu a roku 2019 ji společnost pod vedením offenbachovského badatele Jeana-Christopha Kecka hrála ve foyer Théâtre de l'Odéon v Marseille.

## Osoby a první obsazení

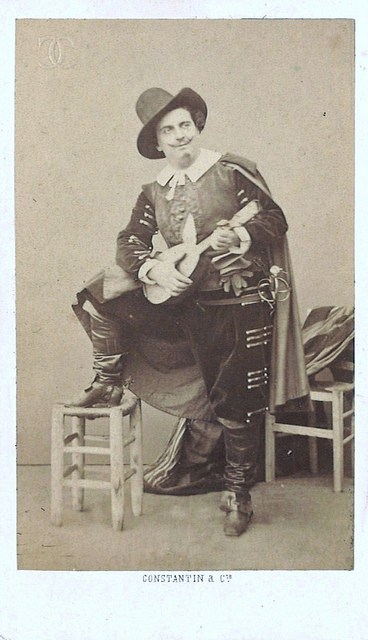
Eugène Crosti, operní pěvec a učitel a teoretik zpěvu, předobraz a zamýšlený první představitel signora Toccata

| osoba                                  | hlasový obor | světová premiéra (20.7.1867) |
| -------------------------------------- | ------------ | ---------------------------- |
| Pacifico Toccato, italský učitel zpěvu | baryton      | Émile Gourdon                |
| Jean Matois, auvergneský pasák dobytka | tenor        | Gilbert Jannin               |

## Děj operety
Děj operety je prostý. Italský učitel zpěvu Pacifico Toccato se představuje divákům jako vynálezce zvláštní, tzv. „neo-nervoso-elektro-magnetické“ metody, kterou dokáže z kohokoli v krátké době udělat zdatného operního pěvce (č. 1 andante Tout zante sur la terre). Jeden z diváků, prostý vesničan Jean Matois, nechce věřit, a signor Toccato ho proto pozve a vlastním pěveckým výkonem (č. 2 tarantela C'est la vive tarantelle) Matoise přesvědčuje, aby se vydal do jeho rukou a vyzkoušel jeho metodu. Poté venkovana usadí a pomocí vkládání rukou a zaříkávání v něm provádí nutnou přeměnu (č. 3 duet Apôtre de la foi magnétique… O suave harmonie). Aby se přesvědčil, zda terapie zafungovala, vyzve Matoise ke zpěvu a ten dává k dobru rozvernou krajovou píseň (č. 3 bis „la bigornaise“ Entrez dans la danse). Toccato je nadšen, protože v mladém vesničanovi objevil nadějný lyrický tenor, primo tenor assoluto, a odvádí ho s sebou do Itálie, aby tam zahájil Matoisovu zářnou operní kariéru ve své opeře Figlia del Cid o osmnácti dějstvích (č. 4 finále C'est la vive tarantelle… Entrez dans la danse').

## Instrumentace
Pikola, flétna, hoboj, klarinet, fagot; lesní roh, trubka, pozoun; tympány, bicí souprava; smyčcové nástroje (housle, violy, violoncella, kontrabasy).

## Diskografie
- 1983 (vinyl: Bourg Records BG 2011, CD: Bourg BGC 14) Zpívají: (Pacifico Toccato) Jacomo Zanetti, (Jean Matois) Jean Kriff. Hudební úprava Stéphane Gasparini.